# Comuna Șipote, Iași
Șipote este o comună în județul Iași, Moldova, România, formată din satele Chișcăreni, Hălceni, Iazu Nou, Iazu Vechi, Mitoc și Șipote (reședința).

## Așezare
Comuna este situată în marginea de nord a județului, la limita cu județul Botoșani, pe malurile râului Miletin (care formează aici lacul Hălceni) și al afluentului său Recea, în partea central-sudică a Câmpiei Moldovei. Este străbătută de șoseaua județeană DJ282, care o leagă spre sud de Gropnița, Movileni, Horlești, Rediu și Iași și spre nord în județul Botoșani de Răuseni, Hlipiceni, Todireni, Albești, Trușești (unde se intersectează cu DN29D), Dângeni, Hănești, Vlăsinești, Săveni (unde se intersectează cu DN29), Drăgușeni, Coțușca și Rădăuți-Prut (unde se termină în DN24C). La Șipote, acest drum se intersectează cu șoseaua județeană DJ282B, care o leagă spre est de Andrieșeni și Bivolari (unde se termină în DN24C) și spre vest de Plugari și mai departe în județul Botoșani de Prăjeni și Flămânzi (unde se termină în DN28B). Tot din DJ282, la Hălceni se ramifică șoseaua județeană DJ282C, care duce spre est la Vlădeni și Țigănași (unde se termină în DN24C).
Se învecinează:
- spre nord cu comuna Răuseni din județul Botoșani;
- spre est: Andrieșeni;
- spre sud-est: Vlădeni;
- spre sud: Gropnița și Fântânele;
- spre vest: Plugari.

## Demografie
Componența etnică a comunei Șipote
     Români (95,44%)
     Alte etnii (4,56%)
Componența confesională a comunei Șipote
     Ortodocși (94,17%)
     Alte religii (1,02%)
     Necunoscută (4,82%)
Conform recensământului efectuat în 2021, populația comunei Șipote se ridică la 4.714 locuitori, în scădere față de recensământul anterior din 2011, când fuseseră înregistrați 5.384 de locuitori. Majoritatea locuitorilor sunt români (95,44%). Din punct de vedere confesional, majoritatea locuitorilor sunt ortodocși (94,17%), iar pentru 4,82% nu se cunoaște apartenența confesională.

## Politică și administrație
Comuna Șipote este administrată de un primar și un consiliu local compus din 13 consilieri. Primarul, Constantin Puiu[*], de la Partidul Social Democrat, este în funcție din iunie 2017. Începând cu alegerile locale din 2024, consiliul local are următoarea componență pe partide politice:
|  | Partid                          | Consilieri | Componența Consiliului | Componența Consiliului | Componența Consiliului | Componența Consiliului | Componența Consiliului | Componența Consiliului | Componența Consiliului | Componența Consiliului |
|  | ------------------------------- | ---------- | ---------------------- | ---------------------- | ---------------------- | ---------------------- | ---------------------- | ---------------------- | ---------------------- | ---------------------- |
|  | Partidul Social Democrat        | 8          |                        |                        |                        |                        |                        |                        |                        |                        |
|  | Partidul Național Liberal       | 4          |                        |                        |                        |                        |                        |                        |                        |                        |
|  | Alianța pentru Unirea Românilor | 1          |                        |                        |                        |                        |                        |                        |                        |                        |

## Istorie
La sfârșitul secolului al XIX-lea, comuna făcea parte din plasa Bahlui a județului Iași și era formată din satele Șipotele, Șipotele de Sus (Iazu Nou), Mitocu (Șipotele de Jos), Hălceni, Vlădeni, Iacobeni, Drăgănești, Șoldana, Buhăieni, Onești, Chișcărenii Noi și Fântânele, având în total 4979 de locuitori. În comună existau trei mori de apă, trei cu aburi și una de vânt; patru școli și opt biserici. Anuarul Socec din 1925 o consemnează în plasa Turia a aceluiași județ, având 3989 de locuitori în satele Chișcăreni, Hălceni, Iazu Nou, Iazu Porcului, Mitoc și Șipote.
În 1950, comuna a fost transferată raionului Iași din regiunea Iași. În 1968, a revenit în alcătuirea actuală la județul Iași, reînființat.

## Monumente istorice

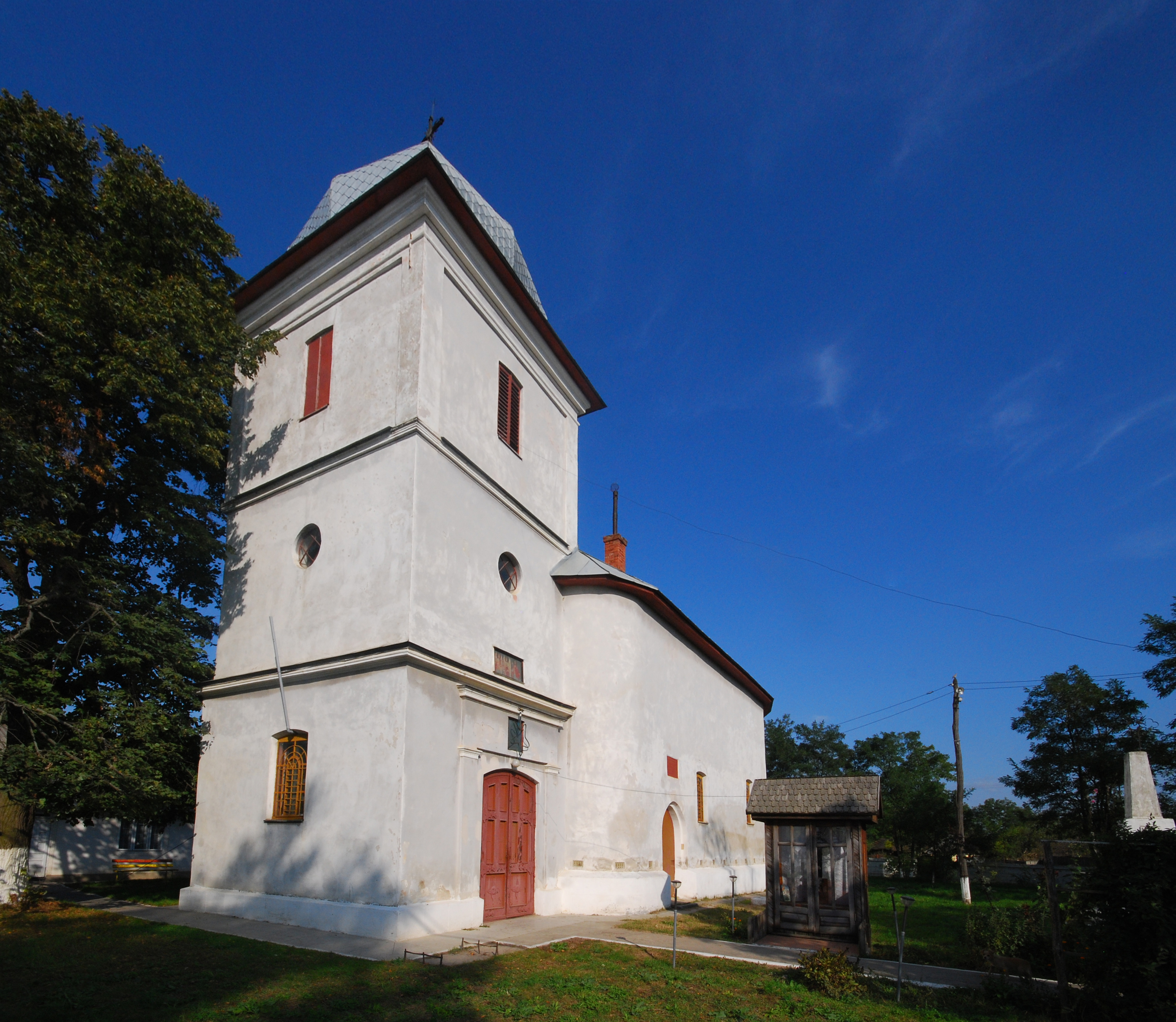
Biserica „Sfântul Ioan cel Nou” din curtea boierească a lui Luca Arbore, monument istoric

Singurul obiectiv din comuna Șipote inclus în lista monumentelor istorice din județul Iași ca monument de interes local este ansamblul curții boierești a lui Luca Arbore (secolul al XV-lea) din satul Șipote, ansamblu alcătuit din ruinele curții propriu-zise și din biserica „Sfântul Ioan cel Nou” (1507).

## Personalități
- Vasile Mârza (1902 - 1995), medic, histolog, biolog, membru titular al Academiei Române.